# Омельченко Віталій Миколайович
Віта́лій Микола́йович Оме́льченко — старший прапорщик Державної прикордонної служби України, учасник російсько-української війни.
Раніше працював у складі Посольства України у Фінляндії.

## Нагороди
26 липня 2014 року — за особисту мужність і героїзм, виявлені у захисті державного суверенітету та територіальної цілісності України, вірність військовій присязі під час російсько-української війни, відзначений — нагороджений орденом «За мужність» III ступеня.